# Алі-шах I
Алі-шах I (д/н — бл. 1422) — 7-й султан Кашміру в 1413—1420 роках.

## Життєпис
Походив з династії Сваті (Шах-Міри). Старший син султана Сікандар-шаха I. При народженні отримав ім'я Мірхан. 1413 року спадкував владу, взявши ім'я Алі-шах I.
Не виявив державного хисту, більше приділяв розвагам. Тому значну політичну вагу набули його міністри Сайф ад-Дін, Ладді Магре і Шанкар, що швидко поставили своїх родичів на провідні посади. Невдовзі вони почали інтригувати проти один одного, чим послаблювали султанат. Невдовзі Сайад-Дінувдалосязахопити трьох синів Ладді Магре, а самого його стратити.
Разом з тим загрозу становив брат султана Фіроз, що повернувся запідтримки афганців до Кашміру (його ще раніше вигнав Сікандар-шах I). Але Сайф ад-Діну вдалося приборкати амбіції того та знову змусити залишити Кашмір. За цим придушено заколот Ладдараджі, намісника Мір-Бахші.
Близько 1412/1415 року після смерті Сайф ад-Діна почалася боротьба за владу між його братом Хамсабхатою і Гаурабхатою, намісником Камраджа. В цій боротьбі переміг перший. Невдовзі проти нього виступив молодший брат султана — Шахі Хан, який 1417 року повалив і стратив Хамсабхату. За цим призначається першим міністром.
1418 року Алі-шах I вирушив у хадж до Мекки. Втім 1419 року, перебуваючи в Пенджабі, вирішив повернутися до Кашміру. Але в цей час Шахі Хан фактично став самостійним султаном. Тому Алі-шах звернувся по допомогу раджів князівств Джамму і Раджаурі. Заїх допомогою повернувся до влади. Але 1420 року брат за підтримки Джасрата з індуїстського клану Хохарів завдав поразки султану в битві біля Тханни, де Алі-шах I потрапив у полон. Його було запроторено до фортеці Пахлі, де він помер близько 1422 року.